# الحارقة (القفر)

تعديل مصدري - تعديل

الحارقة محلة تابعة لقرية النمار، التابعة لعزلة النخلة بمديرية القفر إحدى مديريات محافظة إب في الجمهورية اليمنية، بلغ تعداد سكانها 39 حسب تعداد اليمن لعام 2004.